# هتل ایندیگو
هتل ایندیگو (انگلیسی: Hotel Indigo) شرکت مهمان‌نوازی بریتانیایی است، که در سال ۲۰۰۴ تأسیس شد.